# Josef V. Sterzinger
Josef V. Sterzinger, známý také pod pseudonymem Ivan Rýva, (28. prosince 1866 Veltrusy – 9. ledna 1939 Praha) byl český středoškolský profesor, filolog, lexikograf, autor německo-českých slovníků a překladatel z němčiny a francouzštiny.

## Publikace

### Vlastní tvorba
- Německočeský slovník, 1893–1895?
- Taschenwörterbuch der Böhmischen u. Deutschen Sprache in zwei Theilen. Erster Theil, Deutsch-Böhmisch, 1900
- Kapesní slovník řeči české a německé ve dvou dílech. 2. díl, Část českoněmecká, 1900
- Ottův slovníček německo-český, 1903
- Encyklopedický německo-český slovník, 1916. Dostupné online

### Překlady
Z francouzštiny přeložil některá díla Émila Zoly, Jula Verna, Alexandra Dumase.